# Liga Nacional de Nueva Zelanda 1989
La Liga Nacional de Nueva Zelanda 1989 fue la vigésima edición de la antigua primera división del país. El Napier City Rovers se coronó campeón por primera vez en la historia del torneo. Debido al descenso del Nelson United la temporada anterior, esta edición contó con un solo equipo proveniente de la Southern League, el Christchurch United.

## Ascensos y descensos
| Pos | de la Liga Nacional |
| --- | ------------------- |
| 13º | Nelson United       |
| 14º | Manawatu United     |

| Pos | de la Northern League |
| --- | --------------------- |
| 1º  | Waitakere City FC     |

| Pos | de la Central League |
| --- | -------------------- |
| 1º  | Waterside Karori     |

## Equipos participantes
| Equipo                      | Ciudad       | Liga            |
| --------------------------- | ------------ | --------------- |
| University-Mount Wellington | Auckland     | Northern League |
| Papatoetoe AFC              | Auckland     | Northern League |
| Manurewa AFC                | Auckland     | Northern League |
| North Shore United          | Auckland     | Northern League |
| Mount Maunganui             | Tauranga     | Northern League |
| Waikato United              | Hamilton     | Northern League |
| Miramar Rangers             | Wellington   | Central League  |
| Waitakere City FC           | Waitakere    | Northern League |
| Gisborne City               | Gisborne     | Central League  |
| Napier City Rovers          | Napier       | Central League  |
| Waterside Karori            | Wellington   | Central League  |
| Wellington United           | Wellington   | Central League  |
| Hutt Valley United          | Upper Hutt   | Central League  |
| Christchurch United         | Christchurch | Southern League |

## Clasificación
| Pos | Equipo                      | PJ | G  | E  | P  | GF | GC | Dif | Pts |
| --- | --------------------------- | -- | -- | -- | -- | -- | -- | --- | --- |
| 1   | Napier City Rovers          | 26 | 16 | 7  | 3  | 57 | 36 | 21  | 55  |
| 2   | Mount Maunganui             | 26 | 16 | 7  | 3  | 38 | 18 | 20  | 55  |
| 3   | University-Mount Wellington | 26 | 16 | 4  | 6  | 62 | 30 | 32  | 52  |
| 4   | Waitakere City FC           | 26 | 15 | 5  | 6  | 51 | 35 | 16  | 50  |
| 5   | Hutt Valley United          | 26 | 13 | 4  | 9  | 45 | 38 | 7   | 43  |
| 6   | Christchurch United         | 26 | 12 | 6  | 8  | 47 | 33 | 14  | 42  |
| 7   | Wellington United           | 26 | 12 | 4  | 10 | 42 | 38 | 4   | 40  |
| 8   | Waikato United              | 26 | 8  | 11 | 7  | 31 | 31 | 0   | 35  |
| 9   | Manurewa                    | 26 | 9  | 6  | 11 | 34 | 37 | -3  | 33  |
| 10  | North Shore United          | 26 | 7  | 4  | 15 | 46 | 59 | -13 | 25  |
| 11  | Miramar Rangers             | 26 | 5  | 8  | 13 | 40 | 43 | -3  | 23  |
| 12  | Waterside Karori            | 26 | 5  | 5  | 16 | 38 | 58 | -20 | 20  |
| 13  | Gisborne City               | 26 | 4  | 6  | 16 | 26 | 66 | -40 | 18  |
| 14  | Papatoetoe                  | 26 | 3  | 5  | 18 | 26 | 61 | -35 | 14  |

J: partidos jugados; G: partidos ganados; E: partidos empatados; P: partidos perdidos; GF: goles a favor;
 GC: goles en contra; DG: diferencia de goles; Pts: puntos
|  | Desafiliación para la próxima temporada |

| Bandera de Nueva Zelanda             |
| Campeón Napier City Rovers 1º título |